# 別著急
《別著急》是呂允的首張全創作專輯作品, 2025年08月27日數位上架，實體09月發行。專輯內附呂允垃圾小卡 1 張（共三款隨機）、呂允黑白證件大頭照 3 張（共三套隨機），預購版本內附 A3 折疊海報、精裝流水編號。
󠀠

## 背景
2024年《回郵》巡迴後，開始籌備個人首張專輯，呂允霸氣決定串流已發行過的單曲大部分都不會收錄在專輯中。
同年9月21日、10月5日、10月19日在高雄、台北、台中誠品與粉絲見面，繼2023「誠品巡迴簽唱會」後，再次舉辦「誠品巡迴簽唱會② 首張專輯製作ing」。
2025年6月17日首張全創作專輯開始預購，宣布2025年Q3慢慢發行。6月30日第一波〈空拍〉、〈米蟲〉串流上線，同日首播〈空拍〉MV，與一盞導演合作MV，以16釐米底片機拍攝。7月30日第二波〈巴蕊〉、〈自由裝甲〉串流上線，同日首播〈巴蕊〉MV，該MV由小二執導，MV中呂允號召大學時戲劇系同學同場飆戲。隔日正式公布專輯名稱《別著急》、封面、曲目、數位08月27日發行。

### 演唱會
2025年8月5日公布「呂允 別著急 首張專輯 演唱會」於11月7日、11月14日在台北Legacy演出。接著8月15日公布11月21日加場，連續三個禮拜五演唱會。

## 商業表現
專輯開啟預購兩小時即登上博客來全站即時榜第一，也取得CD總榜日榜、週榜冠軍等好成績。

## 曲目
| 曲序     | 曲目                                    |          | 作曲     | 编曲                       | 製作人       | 时长  |
| -------- | --------------------------------------- | -------- | -------- | -------------------------- | ------------ | ----- |
| 1.       | 🐌 別著急(Take it slow, take your time) | 呂允     | 呂允     | 呂允、楊峻綱               | 呂允、楊峻綱 | 0:00  |
| 2.       | 🕐 時區 (Zone)                          | 呂允     | 呂允     | 呂允、楊峻綱               | 呂允、楊峻綱 | 0:00  |
| 3.       | ☀️ 擁有晴天 (What I had)                | 呂允     | 呂允     | 呂允、楊峻綱               | 呂允、楊峻綱 | 0:00  |
| 4.       | 🔞 乖 (Nerd like me)                    | 呂允     | 呂允     | 呂允、楊峻綱               | 呂允、楊峻綱 | 0:00  |
| 5.       | 🐛 米蟲 (Bugtato)                       | 呂允     | 呂允     | 呂允、楊峻綱               | 呂允、楊峻綱 | 2:55  |
| 6.       | ⏸️ 空拍 (Pause ll)                      | 呂允     | 呂允     | 呂允、楊峻綱、劉涵、鍾成虎 | 呂允、楊峻綱 | 4:27  |
| 7.       | ⛓️ 自由裝甲 (We)                        | 呂允     | 呂允     | 呂允、楊峻綱               | 呂允、楊峻綱 | 4:01  |
| 8.       | 🎺 巴蕊 (Send tree pay)                 | 呂允     | 呂允     | 呂允、楊峻綱               | 呂允、楊峻綱 | 2:54  |
| 9.       | 😍 怎麼辦都是你啦 (Can’t help it’s you) | 呂允     | 呂允     | 呂允、楊峻綱               | 呂允、楊峻綱 | 0:00  |
| 10.      | 🌙 0207                                 | 呂允     | 呂允     | 呂允、楊峻綱               | 呂允、楊峻綱 | 0:00  |
| 11.      | 🔚 再約 (Now a stranger)                | 呂允     | 呂允     | 呂允、楊峻綱               | 呂允、楊峻綱 | 0:00  |
| 总时长： | 总时长：                                | 总时长： | 总时长： | 总时长：                   | 总时长：     | 14:17 |